# Маландин, Игорь Георгиевич
Игорь Георгиевич Маландин (1925—1996) — советский и российский учёный-юрист, доктор юридических наук, профессор, специалист по криминалистике, заместитель директора Саратовского юридического института им. Д. И. Курского по научной работе (1961—1967), заместитель начальника ВНИИ МВД СССР (1968—1974).

## Биография
Игорь Георгиевич Маландин родился 27 июля 1925 года в г. Молотов (ныне — Пермь). Отец Игоря Георгиевича — Георгий Александрович Маландин, известный ученый — почвовед, доктор сельскохозяйственных наук, один из основоположников учения о структуре почвенного покрова, в начале сороковых годов прошлого века являлся заведующим кафедрой почвоведения, а также заместителем директора по учебной и научной работе Саратовского сельскохозяйственного института.
- 1941 год — работа на заводе № 19 им. Н. С. Хрущева (г. Саратов) токарем, фрезеровщиком, нормировщиком по холодной обработке металла
- 1950 год — окончание Саратовского юридического института им. Д. И. Курского.
- 1950 год — 1956 год — учёба в аспирантуре Саратовского юридического института им. Д. И. Курского.
- 1950 год — младший научный сотрудник Саратовской криминалистической лаборатории.
- с 1951 года — ассистент, а с 1953 года старший преподаватель кафедры уголовного процесса Саратовского юридического института им. Д. И. Курского.
- заместитель директора судебно-следственного факультета Саратовского юридического института.
- 1956 год — защита диссертации на соискание ученой степени кандидата юридических наук в Московском государственном университете им. М. В. Ломоносова на тему «Документы как доказательства при расследовании хищений социалистической собственности».
- 1957 год — старший преподаватель вновь созданной кафедры криминалистики Саратовского юридического института
- 1960 — год утвержден в ученом звании доцента по кафедре криминалистики.
- 1965 год — защита диссертации на соискание ученой степени доктора юридических наук в Ленинградском государственном университете им. А. А. Жданова на тему «Борьба с дорожно-транспортными происшествиями и правонарушениями на транспорте в СССР».
- март 1961 года — октябрь 1967 года — заместитель директора Саратовского юридического института им. Д. И. Курского по научной работе.
- 1968 год — 1974 год — заместитель начальника ВНИИ МВД СССР и одновременно начальник лаборатории проблем безопасности дорожного движения.
- с 1974 года — учёный секретарь Академии МВД СССР.

Умер в 1996 году.

## Публикации

### Авторефераты диссертаций
- Маландин И. Г. Документы как доказательства при расследовании хищений социалистической собственности. Автореф. дис. … канд. юрид. наук. — Москва, 1956. — 14 с.
- Маландин И. Г. Борьба с дорожно-транспортными происшествиями и правонарушениями на автотранспорте в СССР (уголовно-правовое и криминалистическое исследование). Автореф. дис. … д-ра юрид. наук. — Ленинград, 1965. — 41 с.

### Книги, монографии, учебные пособия
- Маландин И. Г. и др. Настольная книга судьи. Рассмотрение уголовных дел в суде первой инстанции. — Москва: Юридическая литература, 1972. — 744 с.
- Маландин И. Г. Расследование автотранспортных происшествий. Саратов: Изд-во «Коммунист», 1960. — 166 с.
- Маландин И. Г. Дактилоскопия. Саратов: Издательство Саратовского университета, 1967. — 75 с.
- Маландин И. Г. Происшествия и правонарушения на автомобильном и городском электротранспорте в СССР. Причины дорожно-транспортных происшествий и ответственность за транспортные правонарушения. — Саратов: Издательство Саратовского университета, 1968. — 237 с.
- Вольфман Г. И., Маландин И. Г. Уголовно-правовая борьба с обманом покупателей в предприятиях торговли и общественного питания. — Саратов: Издательство Саратовского университета, 1963. — 128 с.

### Статьи
- Вольфман Г. И., Каз Ц. М., Маландин И. Г., Ной И. С., Познанский В. А., Рассейкин Д. П., Тихонов К. Ф., Цыпкин А. Л., Чеканов В. Я. Ученые записки Харьковского юридического института. Вып. IX. — 1957. — 212 с. (Рецензия) // Правоведение : научный журнал. — 1958. — № 4. — С. 116—121.
- Маландин И. Г. Значение систематизации документов при расследовании дел о хищениях социалистической собственности, должностных и хозяйственных преступлениях // Правоведение. Л.: Изд-во Ленингр. ун-та, 1960. № 3. С. 126—129.
- Маландин И. Г., Цветков П. П. Конференция по вопросам борьбы с автотранспортными преступлениями // Правоведение : научный журнал. — 1960. — № 2. — С. 187—188.
- Маландин И. Г. Научная теоретическая конференция «Права граждан СССР и их охрана в период развернутого строительства коммунизма» // Правоведение : научный журнал. — 1962. — № 2. — С. 161—165.
- Крахмальник Л. Г., Маландин И. Г. Об уголовной ответственности за автотранспортные преступления // Правоведение : научный журнал. — 1964. — № 3. — С. 115—120.
- Маландин И., Шванков В. Борьба с тунеядством и ее трудности // Социалистическая законность : научный журнал. — 1974. — № 3. — С. 52—54.

## Награды
- Медаль «За доблестный труд в Великой Отечественной войне 1941—1945 гг.»

### Биография
- Демидов А. И. и др. Энциклопедия нашей жизни. — Саратов: СГАП, 2006. — С. 250. — 439 с. — 1500 экз. — ISBN 5-7924-0427-5.
- Савельева М. В. Его отличал профессионализм (К 10-й годовщине памяти И. Г. Маландина и 50-летию кафедры криминалистики) // Вестник СГАП : журнал. — Саратов, 2007. — № 5. — С. 234—236.
- 80 лет со дня рождения Игоря Георгиевича Маландина // Вестник криминалистики : журнал. — Москва, 2005. — № 3(15). — С. 138.
- Иванов, А. Н. История саратовской научной школы криминалистики : монография в 3 частях / А. Н. Иванов, Д. С. Хижняк. Том Часть 1. — Саратов : Саратовская государственная юридическая академия, 2022. — 268 с. — ISBN 978-5-7924-1787-8.

### Критика
- Максутов И. Х. Маландин И. Г. Расследование автотранспортных происшествий. — Саратов, 1960. — 166 с. (Рецензия) // Правоведение : научный журнал. — 1960. — № 2. — С. 155—157.
- Франк Л. В., Яковлев Я. М. Книга о борьбе с преступлениями в области торговли. (Вольфман Г. И., Маландин И. Г. Уголовно-правовая борьба с обманом покупателей в предприятиях торговли о общественного питания. — Саратов, 1963.) (Рецензия) // Вопросы уголовного права, уголовного процесса и криминологии : сборник. — Душанбе, 1966. — С. 203—206.